# GHQ Line
GHQ Line (Linha do quartel-general, em português) foi uma linha defensiva construída no Reino Unido para conter um invasão inesperada da Alemanha na segunda guerra mundial. 
Os britânicos abandonaram a maioria de seus equipamentos na França após a evacuação de Dunquerque. Posteriormente foi decidido construir um sistema estático de linha defensiva ao redor da Inglaterra, com o objetivo de dividir o país em compartimentos e atrasar o avanço alemão até que mais forças de contra-ataque pudessem chegar. Mais de 50 linhas defensivas foram construídas ao redor da Inglaterra, a linha "GHQ" era maior e a mais importante delas, tendo por objetivo defender o centro de Londres e o coração industrial do país.  